# Coalición (Chile)
La Coalición fue una coalición política chilena creada en 1891, al finalizar la Guerra Civil, en oposición a la Alianza Liberal. La Coalición estaba conformada por el Partido Conservador (polo de atracción de la agrupación), demócratas, nacionales y diversas agrupaciones liberales según las contingencias electorales y políticas del momento. Formó junto con su contrincante, la Alianza Liberal, una suerte de bipartidismo durante la época del parlamentarismo chileno
Entre 1920 fue sustituida por la Unión Nacional, estando integrada por el Partido Conservador, los liberales unionistas, nacionales y los liberales democráticos además del Partido Nacionalista.

## Candidaturas presidenciales
| Elección | Candidato | Candidato | Candidato                    | Partido             | Resultado  |
| -------- | --------- | --------- | ---------------------------- | ------------------- | ---------- |
| 1891     |           |           | Jorge Montt                  | Independiente       | Presidente |
| 1896     |           |           | Federico Errázuriz Echaurren | Liberal             | Presidente |
| 1901     |           |           | Pedro Montt                  | Nacional            | No elegido |
| 1906     |           |           | Fernando Lazcano             | Liberal             | No elegido |
| 1910     |           |           | Ramón Barros Luco            | Liberal             | Presidente |
| 1915     |           |           | Juan Luis Sanfuentes         | Liberal Democrático | Presidente |
| 1.       |           |           |                              |                     |            |

## Resultados electorales (1891-1918)

### Diputados
| Elección        | 1891 | 1894 | 1897 | 1900 | 1903 | 1906 | 1909 | 1912 | 1915 | 1918 |
| --------------- | ---- | ---- | ---- | ---- | ---- | ---- | ---- | ---- | ---- | ---- |
| Coalición       | 40   | 28   | 68   | 52   | 56   | 41   | 43   | 56   | 65   | 51   |
| Alianza Liberal | 54   | 66   | 26   | 42   | 38   | 53   | 52   | 62   | 53   | 67   |
| Total           | 94   | 94   | 94   | 94   | 94   | 94   | 95   | 118  | 118  | 118  |

### Senadores
| Elección        | 1891 | 1894 | 1897 | 1900 | 1903 | 1906 | 1909 | 1912 | 1915 | 1918 |
| --------------- | ---- | ---- | ---- | ---- | ---- | ---- | ---- | ---- | ---- | ---- |
| Coalición       | 9    | 10   | 18   | 16   | 23   | 22   | 15   | 19   | 16   | 13   |
| Alianza Liberal | 23   | 22   | 14   | 16   | 9    | 7    | 17   | 18   | 21   | 24   |
| Total           | 32   | 32   | 32   | 32   | 32   | 29   | 32   | 37   | 37   | 37   |

Fuente: Heise (1982)